# 300. pr. n. št.
300. pr. n. št. je deseto desetletje v 4. stoletju pr. n. št. med letoma 309 pr. n. št. in 300 pr. n. št.. 